# Piedra rúnica Sö 194

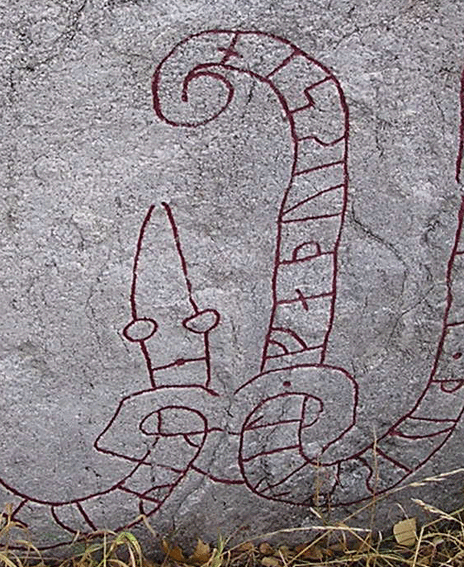
Detalle de la cabeza y la cola rizada de una serpiente, con las runas faþur sin en la cola.

Sö 194 es el código que se asigna en Rundata para la inscripción rúnica de una estela localizada en Brössike, a unos 12 kilómetros al noreste de Strängnäs, en la región sueca de Södermanland.

## Descripción
Está grabada en una roca de granito de una altura de 1,4 metros. Aunque la obra está sin firmar se atribuye al maestro grabador Balle, que trabajó durante la última mitad del siglo XI. El texto de la inscripción se distribuye a lo largo del cuerpo de una banda en forma de serpiente, un motivo muy común entre las piedras rúnicas. En la parte inferior de la piedra hay una especie de grillete que sujeta la cabeza y la cola de la serpiente simulando sujetarla ala roca. Este tipo de ornamentación de piedra se clasifica dentro del estilo Fp. Dentro de este estilo se incluyen las inscripciones que aparecen en bandas rúnicas que se rematan con cabezas de serpientes u otros animales representadas como si se miraran desde arriba.
El texto rúnico afirma que la piedra fue erigida por dos hijos llamados Ingimundr y Þjalfi en memoria de su padre Þorketill. En nórdico antiguo el nombre Ingimundr significa «Tutela de la juventud». Þjalfi significa «cavador» o «labrador», Þjálfi era el nombre de un servidor del dios nórdico Thor. El nombre Þorketil, «vasija de Thor», posiblemente se refiera a algún tipo de caldero de sacrificios. El poema de la Edda poética Hymiskviða tiene una historia en la que lleva un gran caldero para fabricar cerveza.

## Inscripción

### Transliteración de las runas a letras latinas
ekimunr * auk * þalfi * þir * ristu * stin * þina * at * þurktil * faþur sin

### Transcripción al nórdico antiguo
Ingimundr ok Þjalfi þeir reistu stein þenna at Þorketil, fôður sinn.

### Traducción
Ingimundr y Þjalfi erigieron esta piedra en memoria de Þorketill, su padre.